# Индустријска зона ди Меркатале (Фиренца)
Индустријска зона ди Меркатале је насеље у Италији у округу Фиренца, региону Тоскана.
Према процени из 2011. у насељу је живело 121 становника. Насеље се налази на надморској висини од 29 м.